# 13699 Nickthomas
13699 Nickthomas è un asteroide della fascia principale. Scoperto nel 1998, presenta un'orbita caratterizzata da un semiasse maggiore pari a 2,2408520 UA e da un'eccentricità di 0,2048884, inclinata di 4,87210° rispetto all'eclittica.